# Ferdinand Bund
Ferdinand Bund (* 14. Dezember 1890 in Prag, Österreich-Ungarn; † 9. März 1962) war ein hessischer Politiker (SPD) und Abgeordneter des Hessischen Landtags. 

## Ausbildung und Beruf
Ferdinand Bund machte nach dem Besuch von Volksschule und Bürgerschule eine kaufmännische Lehre. Im Ersten Weltkrieg leistete er Kriegsdienst, wurde zweimal schwer verwundet und 1918 als Invalide aus dem Heer entlassen und von der Post übernommen. Nach dem Einmarsch der deutschen Truppen 1938 wurde er verhaftet und aus dem Postdienst entlassen. Nach der Haftentlassung war er als Handelsvertreter tätig. Nach dem Zweiten Weltkrieg wurde er 1946 von den Tschechen erneut verhaftet und im Oktober 1946 ausgesiedelt. Danach war er in der  Flüchtlingsbetreuung innerhalb der SPD tätig.

## Politik
Ferdinand Bund war seit 1919 Mitglied der Deutschen sozialdemokratischen Arbeiterpartei in der Tschechoslowakischen Republik (DSAP). Kommunalpolitisch war er seit 1923 als Gemeinderat und seit 1928 als ehrenamtlicher Bürgermeister der Gemeinde Settenz (Sudetenland, heute Řetenice) tätig. Von 1938 bis 1946 war ihm eine politische Tätigkeit verwehrt. Von 1948 bis 1953 war er Stadtverordneter in Wiesbaden, vom 1. Dezember 1950 bis zum 30. November 1954 Mitglied des hessischen Landtags.